# Anwar Ahmad Khan
Anwar Ahmad Khan oder Anwar Ahmed Khan (geboren am 24. September 1933 in Bhopal; gestorben am 2. Mai 2014 in Karatschi) war ein pakistanischer Hockeyspieler. Der Stürmer der pakistanischen Nationalmannschaft nahm an drei Olympischen Spielen teil und gewann einmal Gold und zweimal Silber.

## Sportliche Karriere
Der im heutigen Indien geborene Anwar Ahmad Khan zog mit seiner Familie 1951 nach Pakistan. Von 1954 bis 1966 spielte er in der Nationalmannschaft Pakistans.
Anwar Ahmad nahm 1956 in Melbourne erstmals an Olympischen Spielen teil. Die pakistanische Mannschaft gewann ihre Vorrundengruppe und bezwang im Halbfinale die britische Mannschaft mit 3:2. Im Finale gewann die indische Mannschaft mit 1:0. Dies war die sechste olympische Hockey-Goldmedaille für Indien in Folge. Für Pakistan war es die erste olympische Medaille überhaupt. 1958 bezwang Pakistan die indische Mannschaft im Finale der Asienspiele in Tokio. Zwei Jahre später bei den Olympischen Spielen 1960 in Rom gewann Pakistan seine Vorrundengruppe und besiegte im Viertelfinale die deutsche Mannschaft. Nach einem 1:0-Halbfinalsieg über die Spanier gewannen die Pakistaner im Finale mit 1:0 gegen Indien. 1962 gewann Pakistan erneut bei den Asienspielen und wie 1958 war im Finale Indien der Gegner. Bei den Olympischen Spielen 1964 in Tokio gewann Pakistan wieder seine Vorrundengruppe. Im Halbfinale bezwangen die Pakistaner die Spanier mit 3:0. Im Finale trafen wieder Indien und Pakistan aufeinander, Indien siegte mit 1:0.
Anwar Ahmad Khan arbeitete von 1955 bis 1993 beim Zoll in Karatschi und spielte während seiner Aktivenzeit für die Mannschaft seines Arbeitgebers. Nach seiner Spielerkarriere war er neben seinem Beruf immer wieder als Betreuer und Funktionär für die pakistanische Nationalmannschaft und für Jugendmannschaften im Einsatz.
Anwar Ahmad Khan gehört mit einer Goldmedaille und zwei Silbermedaillen zu den fünf erfolgreichsten Olympiateilnehmern Pakistans. Manzoor Hussain Atif und Motiullah waren wie Anwar Ahmed Khan bei den Olympischen Spielen von 1956 bis 1964 erfolgreich. Muhammad Asad Malik und Saeed Anwar traten 1964 mit den bereits genannten Spielern an und gewannen 1968 Gold und 1972 Silber.